# آب‌انبار ثانی‌آباد
آب‌انبار ثانی‌آباد مربوط به دوره قاجار است و در شهرستان مهریز، بخش مرکزی، دهستان میانکوه، روستای ثانی‌آباد واقع شده و این اثر در تاریخ ۱۴ اسفند ۱۳۸۵ با شمارهٔ ثبت ۱۷۸۸۴ به‌عنوان یکی از آثار ملی ایران به ثبت رسیده است. این آب‌انبار در کنار مسجد جامع ثانی‌آباد قرار دارد.